# Krmiljenje helikopterja
Helikopterski krmilni sistem je skupina mehanskih naprav na helikopterju, ki se uporablja za kontroliran let. Je drugačen in bolj sofisticiran kot na običajnem letalu, ker ima helikopter drugačen režime leta, so pa tudi nekatere podobnosti. Pilotovi ukazi se prenesejo mehansko do krakov rotorja, ki potem preko aerodinačnih učinkov dosežejo želen namen. Obstaja tudi različni tipi helikopterjev in s tem drugačne sisteme krmiljneja, večina ima repni rotor, obstajajo pa tudi tandemski in koaksialni helikopterji, kjer se rotorja vrtita v nasprotnih smereh. 

## Ciklične kontrole
Ciklične kontrole (ang. cyclic) se uporablja za nagibanje gor ali dol ("pitch" - okoli lateralne osi) in nagibanje levo ali desno ("roll" - okoli vzdolžne osi). Pri cikličnih kontrolah se spremeni vpadni kot kraka rotorja samo na določenem delu obhoda. Npr. za nagibanje levo se poveča vpadni kot, ko je krak na desni strani, potem ko se krak nadaljuje z obhodom se vpadni kot spet zmanjša. Take se spreminja vpadni kot kraka glede na katerem delu obhoda je.

## Kolektiv
Če pa se helikopter vzpenjati ali spuščati se poveča ali zmanjša vpadni kot na vseh krakih hkrati - to se imenuje "kolektiv". Kolektiv se uporablja tudi za pospeševanje in zaviranje. Pri pospešavanju naprej bo pilot spustil nos in povečal kolektiv. Pri večini helikopterjev se rotor vrti s konstantno hitrostjo, če pilot poveča kolektiv za dviganje se avtomatsko poveča moč motorja. Tako pilot ne direktno kontrolira moči motorja, kot npr. pri letalu.

## Krmila
Tipični helikopter ima tri ločena krmila: 
- ciklične kontrole
- kolektiv
- in pedala, ki se jih upravlja z nogami

Pedala se uporabljajo za krmiljenje okoli vertikalne osi - levo ali desno. 
Pri enorotorskih helikopterjih se uporabljajo pedala tudi za izenačevanja monenta glavnega rotorja, npr. če se glavni rotor vrti v smeri urinega kazalca (gledano on zgoraj), bo imel helikopter tendenco da zavija v levo ob vzletu, zato bo pilot pritisnil na desni pedal. Na nekaterih helikopterjih je vertikalni rep oblikovan kot krilo, ki pri dovolj veliki hitrost proizvaja vzgon in izenačuje moment rotorja. Repni motor se bo sicer še vedno vrtel v "prazno" - tako da ne bo proizvajal vzgona. Aktiviral se bo spet, ko bo pilot hotel zaviti levo ali desno ali pa bo hotel pristati. 
Helikopter ima tako več načinov letenja kot navadno letalo, zato je krmiljenje bolj zapleteno.